# Мужиюшовсоим
Мужиюшовсоим (устар. Мужи-Юш-Ов-Соим) — река в Шурышкарском районе Ямало-Ненецкого АО. Устье реки находится в 162 км по левому берегу реки Сыня, практически, напротив деревни Тильтим. Длина реки составляет 12 км.

## Данные водного реестра
По данным государственного водного реестра России относится к Нижнеобскому бассейновому округу, водохозяйственный участок реки — Обь от впадения реки Северная Сосьва до города Салехард, речной подбассейн реки — бассейны притоков Оби ниже впадения Северной Сосьвы. Речной бассейн реки — (Нижняя) Обь от впадения Иртыша.
Код объекта в государственном водном реестре — 15020300112115300030220.